# Molassa
Na geologia, denomina-se molassa uma formação sedimentar caracterizada por grande espessura de material subcompactado e mal selecionado, ocasionada principalmente pela intensa sedimentação das montanhas.